# Андрихов
Андрихов (пољ. Andrychów) је град у Пољској у Војводству Малопољском у Повјату вадовицком. Према попису становништва из 2011. у граду је живело 21.530 становника.
Град је седиште општине Андрихов. Од 1975. до 1998. године град се налазио у Бјелскјем војводству (пољ. województwo bielskie).
.
Андрихов је највећи град и општина у Вадовицком повјату.

## Положај
Град се налази у Андриховској котлини, у планинском ланцу Бескид Мали (пољ. Beskid Mały) у подножју планине Пањска Гора (пољ. Pańska Góra). Кроз град пролази река Вјепшовка (пољ. Wieprzówka). Андрихов се налази на надморској висини од 333 метара. Град се развија као туристичко насеље.
Налази се уз међународни путни правац Краков – Ћешин. Кроз град пролази железничка пруга из Бјелско-Бјале до Ланцекроне код Калварије Зебжидовске.

## Историја
- Град је настао између 13. и 14. века
- 1665 - године Андрихов су разориле шведске трупе
- 16. век - развија се ткање
- 1767 - Андрихов добија статус града
- 1791 - основана прва школа у граду
- 18. век - врхунац успона сељачких текстилних удружења
- 1888 - отвара се железничка пруга
- 19. век – индустријска револуција
- крај 19. века – развија се јеврејско становништво
- 1908. године – настаје прва механичка ткаоница
- 1920 — 1939. године – Андрихов се развија као туристичко место
- 4. септембра 1939 – град окупирају нацистичке трупе
- 26. септембра 1941 — нацисти оснивају гето у Андрихову.
- 27. јануара 1945 — совјетска војска улази у град
- до 2005. развој Андрихова као туристички и индустријски центар

## Становништво
Према прелиминарним подацима са пописа, у граду је 2011. живело 21.530 становника.
| 2002.  | 2011.  | 2012.  |
| ------ | ------ | ------ |
| 22.187 | 21.530 | 21.239 |

## Привреда
Традиционална економска грана у овом крају је било ткање. У 18. и 19. веку производњом и трговином платна су се бавила сељачка удружења тзв. колегације (пољ. kolegacje). Године 1908. је настала прва галицијска механичка ткаоница.
Данас је Андрихов један ов важнијих индустријских центара у Малопољској. У граду се развија: машинска индустрија и текстилна индустрија.
У граду је свише заступљен туризам и агротуризам. Због свог положаја и изграђене инфраструктуре Андрихов је важан туристички центар у региону.

## Религија
- Римокатоличка парохија светог Матеје
- Римокатоличка парохија светог бискупа мученика Станислава
- Дворана краљевства Јеховиних сведока
- Сабор Суботара

## Култура и туризам
Андрихов је почео да се развија као летње одмаралиште у Пољској између два светска рата. Из тог раздобља потичу велике инвестиције као што су базен и спортски стадион. Данас се град развија као агротуристички центар и полазна база за долазак до планинског ланца Бескид Андриховски (пољ. Beskid Andrychowski).

### Туристичке атракције
- Бескид Мали са врховима Лесковјец (пољ. Leskowiec) и Гроњ Јана Павла II (пољ. Groń Jana Pawła II)
- барокна црква светог Матеја (1721) са парком,
- класични дворац Боборовских (прва половина 19. века)
- Регионална кућа
- резерват природе Мадохора (пољ. Madohora)

## Спорт
- женски одбојкашки клуб Андрхов

## Партнерски градови
- Исни им Алгој